# Рождествено (Самарская область)
Рожде́ствено — село в Волжском районе Самарской области. Административный центр сельского поселения Рождествено.

## География
Расположено на востоке Самарской Луки, на берегу протоки Воложка (Рождественская) в правобережье Волги напротив Самары.
В селе имеется пристань, в тёплое время года действует теплоходное и паромное сообщение с Самарой. В зимнее время транспортное сообщение осуществляется судами на воздушной подушке (типа Хивус) по льду Волги.
На окраине села расположен спортивный аэродром. Вблизи села находятся национальный парк «Самарская Лука», острова Поджабный и Рождественский.

## История
Село основано в 1578 году крестьянами при церкви в честь Рождества Христова, откуда и получило своё название. Село было известным на Волге центром рыботорговли.
В 1768 году императрица Екатерина II пожаловала Рождествено и окрестные села братьям Орловым. В 1831 году его хозяйкой стала дочь графа Владимира Григорьевича Орлова Екатерина Новосильцева.
При ней в 1843 году был отстроен каменный храм взамен деревянной церкви по проекту архитектора М. П. Коринфского. Престолов в нём два: главный (холодный) в честь Рождества Христова и в приделе (тёплый) — во имя св. великомученицы Екатерины. Часовен две: одна на месте бывшего храма, другая на кладбище; обе каменные.
В управлении Новосельцевой помогал племянник — граф Владимир Петрович Орлов-Давыдов. Часть его усадьбы, расположенной недалеко от храма, сохранилась по сей день.
В 1896 году был открыт винокуренный завод, более 100 лет выпускающий одну из самых качественных спиртовых продукций в России. Спиртовой завод, а также молочный, кожевенный и кирпичный заводы, паровая и водяные мельницы, конезавод принадлежали семье купцов Ушковых. Они же стали владельцами рождественского имения.
После революции 1917 Михаил Константинович Ушков с семьей переехали во Францию.
В 1780 году, при создании Симбирское наместничество, «село Рожественское, при волошке помещиковых крестьян, за переселением луговой стороны реки Волги в село Екатериновку ста шестдесят пяти, в деревню Фёдоровку ста семидесяти одной души, оставших», из Сызранского уезда вошло в Самарский уезд. С 1796 года — в Симбирской губернии.
В 1851 году — в Сызранском уезде Симбирской губернии.
В 1859 году село Рождествено в 1-м стане Сызранского уезда Симбирской губернии.
В селе начальное народное училище существует с 1868 года.

## Население
| 1959 | 1979  | 2002  | 2010  | 2021  |
| ---- | ----- | ----- | ----- | ----- |
| 8101 | ↘7367 | ↘5043 | ↗6212 | ↘5073 |

В селе и окрестностях расположены дачные и садовые участки жителей Самары, поэтому в тёплое время года численность населения значительно вырастает.